# London County Council
Rada hrabství Londýn (angl. London County Council - LCC) byla hlavní správní institucí hrabství Londýn v období od 1889 do 1965, kdy byla nahrazena Radou Velkého Londýna. Do správy LCC patřilo území dnes označované jako Vnitřní Londýn.

Znak.

LCC nahradil předchozí správní, nevolenou instituci Metropolitan Board of Works (MBW), zatíženou korupčními skandály. V roce 1899 bylo zřízeno 28 metropolitních oblastí (metropolitan boroughs), jako nejnižší správní oblasti hrabství Londýn.
LCC zdědil oblasti správy po svém předchůdci MBW a navíc spravoval například vzdělání a plánování.
LCC ze začátku používalo sídlo původního MBW ve Spring Gardens, ale v roce 1906 byly zakoupeny tři sousedící pozemky na východ od Westminster Bridge, jako místo výstavby nového sídla. V období let 1909 až 1933 byla postaveno nová County Hall, navržená Ralfem Knottem. Po zrušení LCC byla tato budova prodána soukromým vlastníkům.
Volební období LCC bylo tříleté. Původně se předpokládalo, že ve voleném správním orgánu se nebudou tvořit politické skupiny, ale nakonec se zde uskupily dvě politické frakce, což mj. nakonec vedlo konzervativní vládu ke změně správní oblasti, tak aby se zvýšil podíl bohatších předměstí.
Stavební oddělení vedené G. Tpoham Forrestem v období let 1919 až 1935, spolu s počáteční vlnou městské výstavby obytných domů v Anglii, mělo výrazný vliv na charakter mnoha obytných obvodů Londýna. Některé stavby LCC byly vybudovány mimo hranice hrabství Londýn, kde byla půda levnější a bylo možno dosáhnout menší hustoty obydlení. Většina těchto staveb leží na území, které je dnes součástí Velkého Londýna.

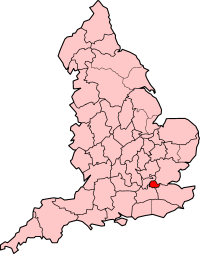
Hrabství Londýn na mapě Anglie – rozdělení hrabství v roce 1890

Funkce vůdce (leader) LCC byla oficiálně ustanovena v roce 1933.
Vůdci nebo, podle zvyklostí v britské samosprávě, vedoucí důležitých výborů:
- Sir Thomas Farrer 1889–1890
- James Stuart 1890–1892
- Charles Harrison 1892–1898
- Thomas McKinnon Wood 1898–1907
- Richard Robinson 1907–1908
- Hon. William Wellesley Peel 1908–1910
- Cyril Jackson 1910–1915
- Ronald Collet Norman 1915–1917
- Sir George Hume 1917–1925
- Sir William Ray 1925–1933
- Herbert Morrison 1933–1940
- Lord Latham 1940–1947
- Sir Isaac Hayward 1947–1965